# NGC 5971
NGC 5971 est une galaxie spirale située dans la constellation du Dragon. Sa vitesse par rapport au fond diffus cosmologique est de 3 410 ± 4 km/s, ce qui correspond à une distance de Hubble de 50,3 ± 3,5 Mpc (∼164 millions d'al). NGC 5971 a été découverte par l'astronome germano-britannique Lewis Swift en 1885.
La classe de luminosité de NGC 5971 est I. Selon la base de données Simbad, NGC 5971 est une galaxie LINER, c'est-à-dire une galaxie dont le noyau présente un spectre d'émission caractérisé par de larges raies d'atomes faiblement ionisés.